# Peter Braunstein
Peter Braunstein (* 7. Juli 1957 in Krefeld) ist ein Brigadegeneral außer Dienst des Heeres der Bundeswehr.

## Militärische Laufbahn

### Ausbildung und erste Verwendungen
Braunstein trat im Juli 1977 beim Nachschubbataillon 2 in Kassel in den Dienst der Bundeswehr. Bis 1978 erfolgte die Ausbildung zum Offizier der Nachschubtruppe. Im Anschluss daran absolvierte er ein Studium der Wirtschafts- und Organisationswissenschaften an der Universität der Bundeswehr Hamburg und schloss dies 1982 als Diplom-Kaufmann ab.
Ab April 1982 diente Oberleutnant Braunstein als Kompanieoffizier in der Nachschubausbildungskompanie 14/1 in Lüneburg. Im Juli 1984 wurde er nach Unna versetzt und übernahm beim dortigen Nachschubbataillon 7 den Posten eines Zugführers Umschlagzug Material und diente auf diesem Posten bis zum März 1986. Im April 1986 übernahm Braunstein in Wentorf bei Hamburg den Posten eines Umschlagstaffelführers in der Nachschubkompanie 160. Im Oktober 1987 wurde er schließlich Kompaniechef im Nachschubbataillon 3 in Stade und wurde in dieser Verwendung auch zum Hauptmann befördert.

### Dienst als Stabsoffizier
Vom April 1989 bis zum September 1991 absolvierte er den 32. Generalstabslehrgang Heer an der Führungsakademie der Bundeswehr in Hamburg, wo er zum Offizier im Generalstabsdienst ausgebildet wurde, und wurde hiernach zum Major befördert. Im Anschluss daran wurde er nach in den Stab der 3. Panzerdivision in Buxtehude versetzt, wo er bis zum Juni 1993 als Abteilungsleiter G4 (Logistik) unter dem Kommando von Gerd Schultze-Rhonhof diente.
Vom Juli bis zum September 1993 war Braunstein als Verbindungsoffizier der Deutschen Delegation im Hauptquartier der Allied Forces Central Europe im niederländischen Brunssum unter dem Kommando von Henning von Ondarza diente. Braunstein blieb in Brunssum und diente unter dem neuen Befehlshaber, Helge Hansen, vom September 1993 bis zum September 1995 als Operations- und Planungsoffizier (G3), zuständig für die Langzeitplanung.
Im Oktober 1995 übernahm Oberstleutnant Braunstein das Kommando über das Nachschubbataillon 131 in Zeithain und führte dies bis 1998.
1998 wurde Braunstein in das Bundesministerium der Verteidigung nach Bonn versetzt und diente später auch am zweiten Dienstsitz im Berliner Bendlerblock. Innerhalb des Ministeriums war er von Januar 1998 bis zum September 2001 in der Stabsabteilung V (Einsatz Bundeswehr) im Führungsstab der Streitkräfte (FüS V 4) im Bundesministerium der Verteidigung als Referent für „Territoriale Aufgaben/Zivil-Militärische Zusammenarbeit“ eingesetzt. Vom Oktober 2001 bis zum September 2005 war Braunstein im FüS als Referent/Stellvertretender Referatsleiter „Einsatzführung Bundeswehr“ (FüS V 3) eingesetzt und diente hier u. a. unter Hans-Jochen Witthauer. Im Oktober 2010 übernahm Braunstein für drei Monate den Posten des Büroleiters des Chef des Stabes des FüS, Wolfram Kühn. Im Februar 2006 folgte Braunstein schließlich Lutz Niemann als Adjutant des damaligen Bundesministers der Verteidigung, Franz Josef Jung (CDU), nach. Braunstein diente ab Oktober 2009 auch Jungs Nachfolger, Karl-Theodor zu Guttenberg, als Adjutant.

### Dienst als General
Am 16. Dezember 2009 übernahm Braunstein unter Ernennung zum Brigadegeneral von Christian Westphal den Posten des Kommandeurs des Standortkommandos Berlin. Zugleich war er eine Zeit lang weiterhin als Adjutant des Ministers mit der Wahrnehmung der Geschäfte beauftragt. Nach der Auflösung des Standortkommandos Berlin begleitete Braunstein ab Januar 2013 auch den nachfolgenden Dienstposten als General für Standortaufgaben Berlin im Kommando Territoriale Aufgaben der Bundeswehr. In dieser Zeit wurde er von August 2014 bis Januar 2015 zu einer NATO-Verwendung nach Priština in den Kosovo kommandiert, wo er Direktor des NATO Liaison and Advisory Team (NLAT) war.
Am 18. Februar 2015 übergab Braunstein seinen Dienstposten als General für Standortaufgaben Berlin an Michael Matz, um das Kommando des Zentrums für Verifikationsaufgaben der Bundeswehr in Geilenkirchen zu übernehmen. Am 28. März 2022 übergab Braunstein das Kommando über das Zentrum für Verifikationsaufgaben der Bundeswehr an Brigadegeneral Michael Schoy. Dies war gleichzeitig die letzte Verwendung von Brigadegeneral a. D. Braunstein als aktiver Soldat in der Bundeswehr. Brigadegeneral a. D. Braunstein wurde zum 31. März 2022 nach annähernd 45 Dienstjahren in den Ruhestand versetzt.

## Privates
Braunstein ist verheiratet.